# Práznóc
Práznóc (szlovákul Práznovce) község Szlovákiában, a Nyitrai kerület Nagytapolcsányi járásában.

## Fekvése
Nagytapolcsánytól 3 km-re keletre, a Nyitra bal partján fekszik.

## Története
Eredetileg nemesi település, melyet 1183-ban "Proznouch" alakban említenek először. 1287-ben "Prezniche", 1354-ben "Preznolch", 1401-ben "Praznolch" néven említik. Kezdetben Nyitra várának tartozéka volt, később Csák Máté birtoka, majd 1326-tól a Práznóczi családé, később több nemesi családé. 1556-ban malma és 6 portája állt. 1715-ben 8 háztartása adózott. 1778-ban 7 nemesi, valamint 9 jobbágy és zsellérháza volt. 1828-ban 38 házában 267 lakos élt, akik földműveléssel, kézművességgel foglalkoztak.
Vályi András szerint „PRASZNÓCZ. Tót falu Nyitra Vármegyében, földes Ura Bossányi, és több Uraságok, lakosai katolikusok, fekszik Nagy Bossányhoz nem meszsze, mellynek filiája, határjában fája van mind a’ kétféle, makkja, legelője elég, piatza Nagy Tapoltsányon, malma helyben, földgye, réttye jó, első osztálybéli.”
Fényes Elek szerint „Prasznócz, tót falu, Nyitra vmegyében, N. Bossány fil., 256 kath., 11 zsidó lak. F. u. többen.”
A trianoni békeszerződésig Nyitra vármegye Nagytapolcsányi járásához tartozott. A háború után lakói a környező nagybirtokokon dolgoztak. 1931. április 22-én és 23-án nagy árvíz pusztított a községben. A Nyitra és mellékfolyóinak áradása áttörte a gyenge gátakat és elöntötte a falut. Az árvíz után hatalmas árvízvédelmi és újjáépítése munkákat kellett elvégezni.
A falu kultúrháza 1968-ban, az alapiskola épülete 1973 és 1976 között épült. 1975. október 22-én a települést Nagytapolcsányhoz csatolták. 1996. január 7. óta újra önálló község.

## Népessége
| Év:            | 1994. | 2004. | 2014.   | 2024.   |
| -------------- | ----- | ----- | ------- | ------- |
| Emberek száma: | 0     | 962   | 969     | 966     |
| Eltérés:       |       | –     | +0,72 % | -0,30 % |

| Év:            | 2023. | 2024.   |
| -------------- | ----- | ------- |
| Emberek száma: | 977   | 966     |
| Eltérés:       |       | -1,12 % |

1910-ben 438, többségben szlovák lakosa volt, jelentős magyar kisebbséggel.
2001-ben 957 lakosából 897 szlovák volt.
2011-ben 962 lakosából 910 szlovák.

## Nevezetességei
- Barokk temploma 1776-ban épült, a 19. század második felében megújították.
- 1997-ben új templomot építettek, melynek alapkövét II. János Pál pápa szentelte fel Pozsonyban, 1990-ben.

## Külső hivatkozások
- Községinfó[halott link]
- Práznóc Szlovákia térképén
- E-obce.sk Archiválva 2008. február 19-i dátummal a Wayback Machine-ben